# The Island (singel Pendulum)
„The Island” – trzeci singel z albumu australijsko–brytyjskiego zespołu Pendulum pt. Immersion. Utwór notowany był na czterdziestym pierwszym miejscu brytyjskiej listy przebojów. Aby promować singel zespół przeprowadził konkurs na najlepszy remiks. Spośród ponad ośmiuset zgłoszonych propozycji zwyciężył remiks w wykonaniu szesnastoletniego wówczas francuskiego DJ-a Madeona. Zwycięski utwór pojawił się w wersji deluxe albumu Immersion.

## Teledysk
Powstał jedynie teledysk do pierwszej części utworu zatytułowanej „Dawn”. Wyreżyserowali go Barney Steel i Michael Sharpe. Został nakręcony na hiszpańskiej Teneryfie. Wideo z gatunku fantastyki naukowej przedstawia kobietę na obcej planecie podążającą za światłem. W serwisie internetowym YouTube został opublikowany 2 września 2010 r.

## Lista utworów
|  | Digital download (wydany 20 września 2010) 1. „The Island” – 9:31 2. „The Island” (Radio Edit) – 3:39 3. „The Island” (Tiësto Remix) – 6:45 4. „The Island” (Lenzman remix) – 4:57 5. „The Island – Pt. II (Dusk)” (DJ edit) – 4:57 CD single (wydany 20 września 2010) 1. „The Island” – 9:31 2. „The Island” (Radio Edit) – 3:39 3. „The Island” (Tiësto Remix) – 6:45 4. „The Island” (Lenzman remix) – 4:57 | 12" vinyl (wydany 8 listopada 2010) 1. „The Island” – 9:30 2. „The Island – Pt. II (Dusk)” (DJ edit) – 4:57 12" vinyl (remixes) (wydany 8 listopada 2010) 1. „The Island” (Tiësto Remix) – 6:45 2. „The Island” (Lenzman remix) – 4:57 |

## Notowania na listach przebojów
| Lista                                                | Najwyższa pozycja |
| ---------------------------------------------------- | ----------------- |
| Wielka Brytania (Singles Top 100)                    | 41                |
| Stany Zjednoczone (Billboard Dance/Mix Show Airplay) | 22                |